# ピエトロ・ラブルッツィ
ピエトロ・ラブルッツィ（Pietro Labruzzi、1738年1月28日 - 1805年2月13日）は、イタリアの画家である。イタリアやポーランド・リトアニア共和国（連合王国）で働き、ポーランド・リトアニアの最後の国王、スタニスワフ2世アウグストの宮廷画家も務めた。

## 略歴
ローマで生まれた。弟に版画家、画家のカルロ・ラブルッツィ（Carlo Labruzzi: c.1748-1817）がいた。絵を誰に学んだかは知られていない。ローマの教会の祭壇画や肖像画など数多くの絵画を制作した。1750年代以降、しばしばワルシャワに滞在したとされ、特に 1764年にスキスタニスワフ2世アウグストが王位に就いた後は、ワルシャワで数多くのポーランド貴族の肖像画を描いた。
1770年代にはフィレンツェの宮廷詩人のマリア・マッダレーナ・モレッリ（Maria Maddalena Morelli: 1727-1800）から注文を受けて肖像画を描いた。1780年にローマの美術文学アカデミー（Accademia dei Virtuosi al Pantheon）の会員になった。1780年代には他の芸術家とイタリア中部のスポレートの聖堂（Duomo di Spoleto）の装飾の仕事をした。1791年にローマ州のロッカ・ディ・パーパの教会（Chiesa di Santa Maria Assunta）のために描いた作品は一旦失われた後、1906年の大地震で倒壊した教会の廃墟で発見された。
1905年にローマで亡くなった。

## 作品

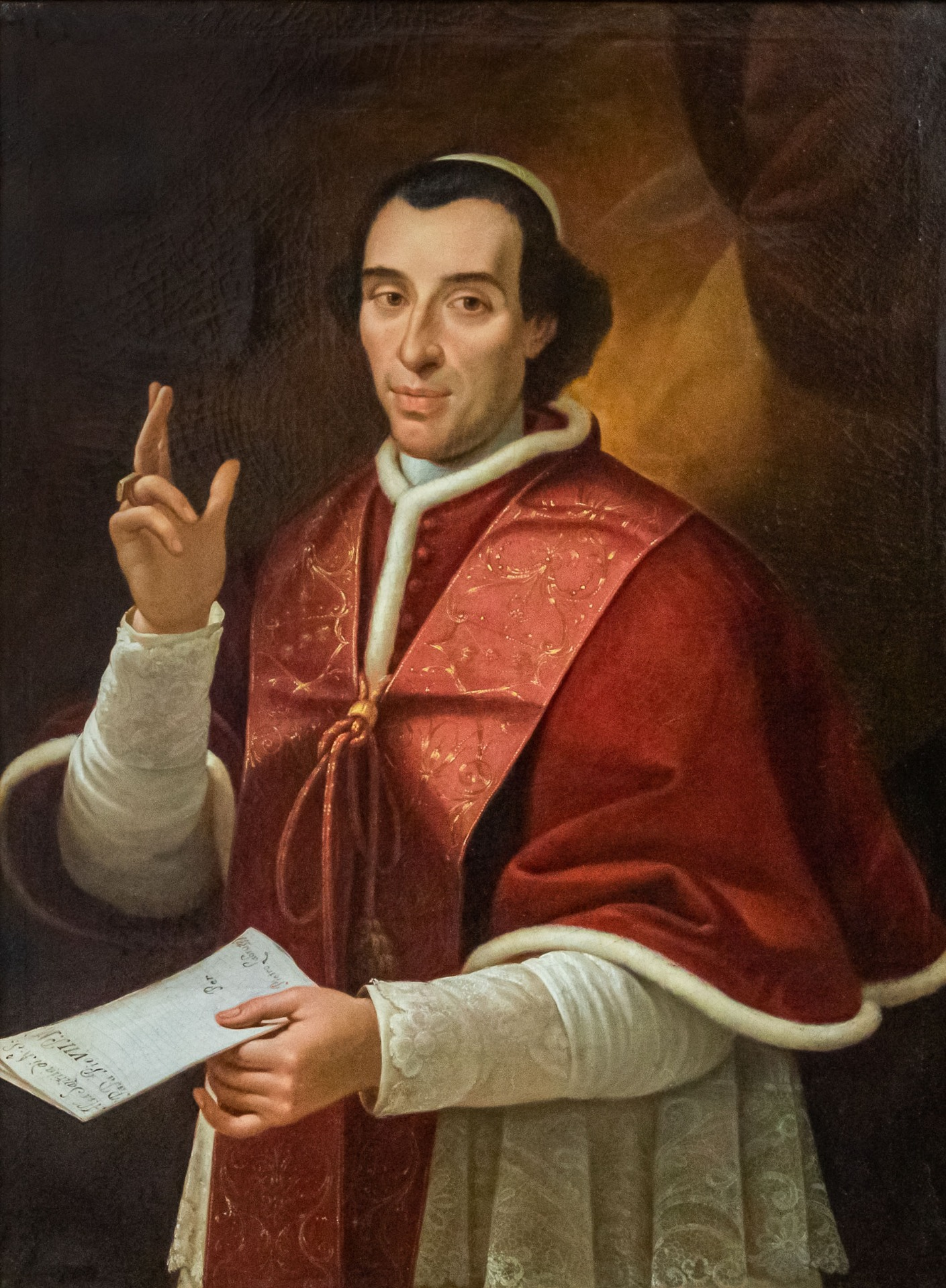
教皇ピウス7世
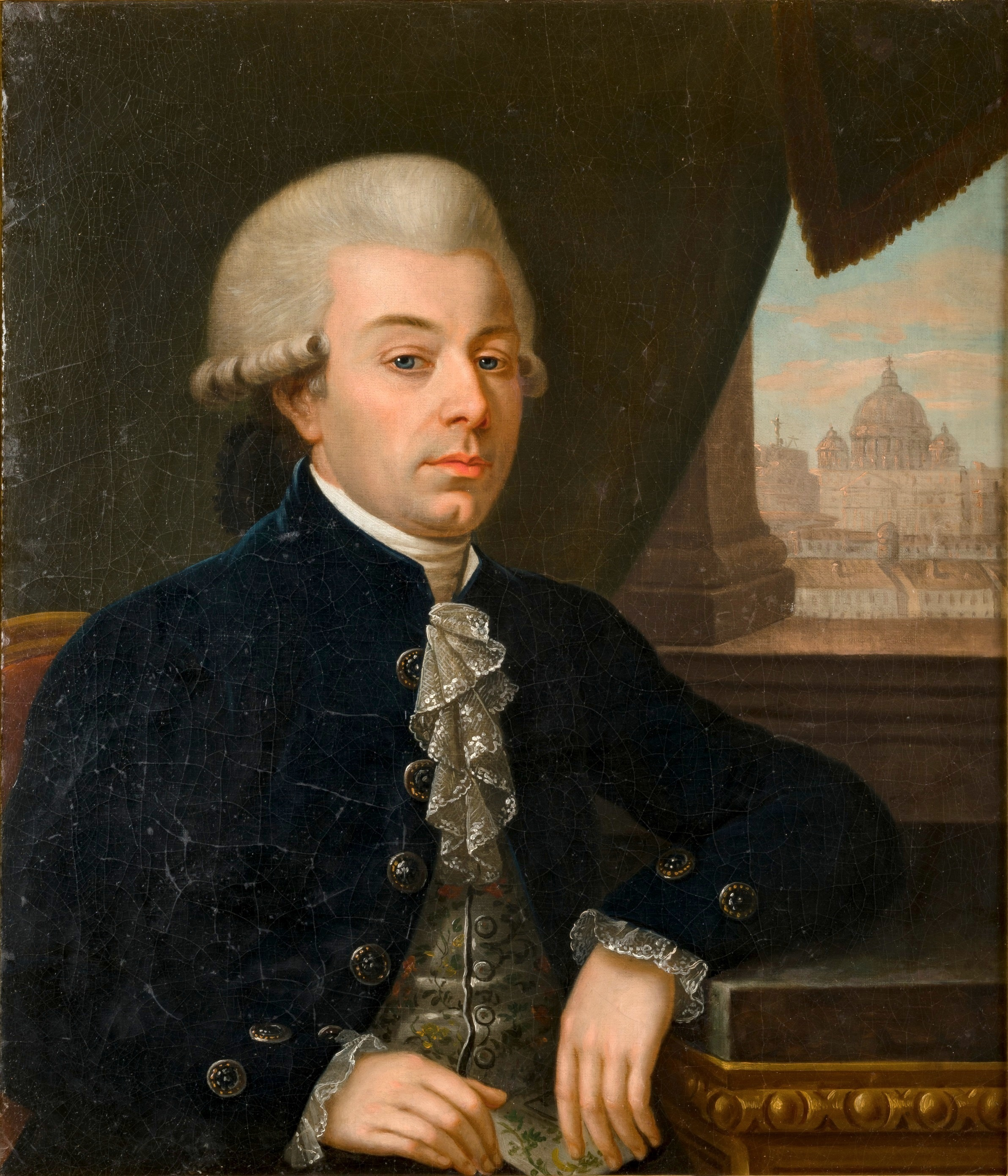
Ignacy Morski の肖像画 (1793)
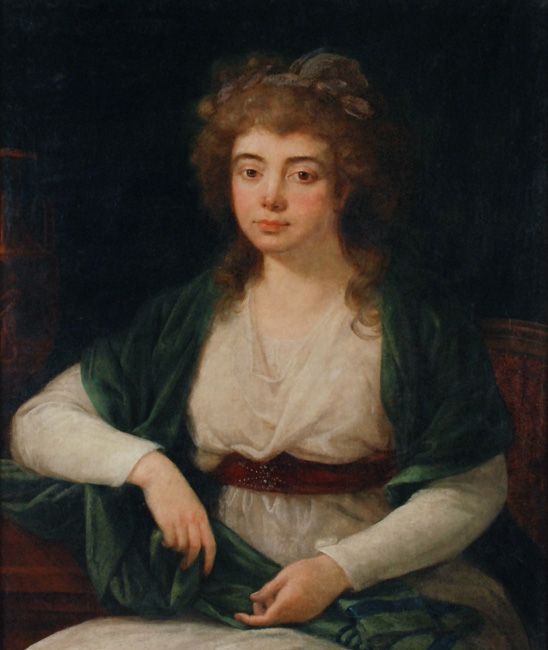
Magdalena Morskaの肖像 (1793)
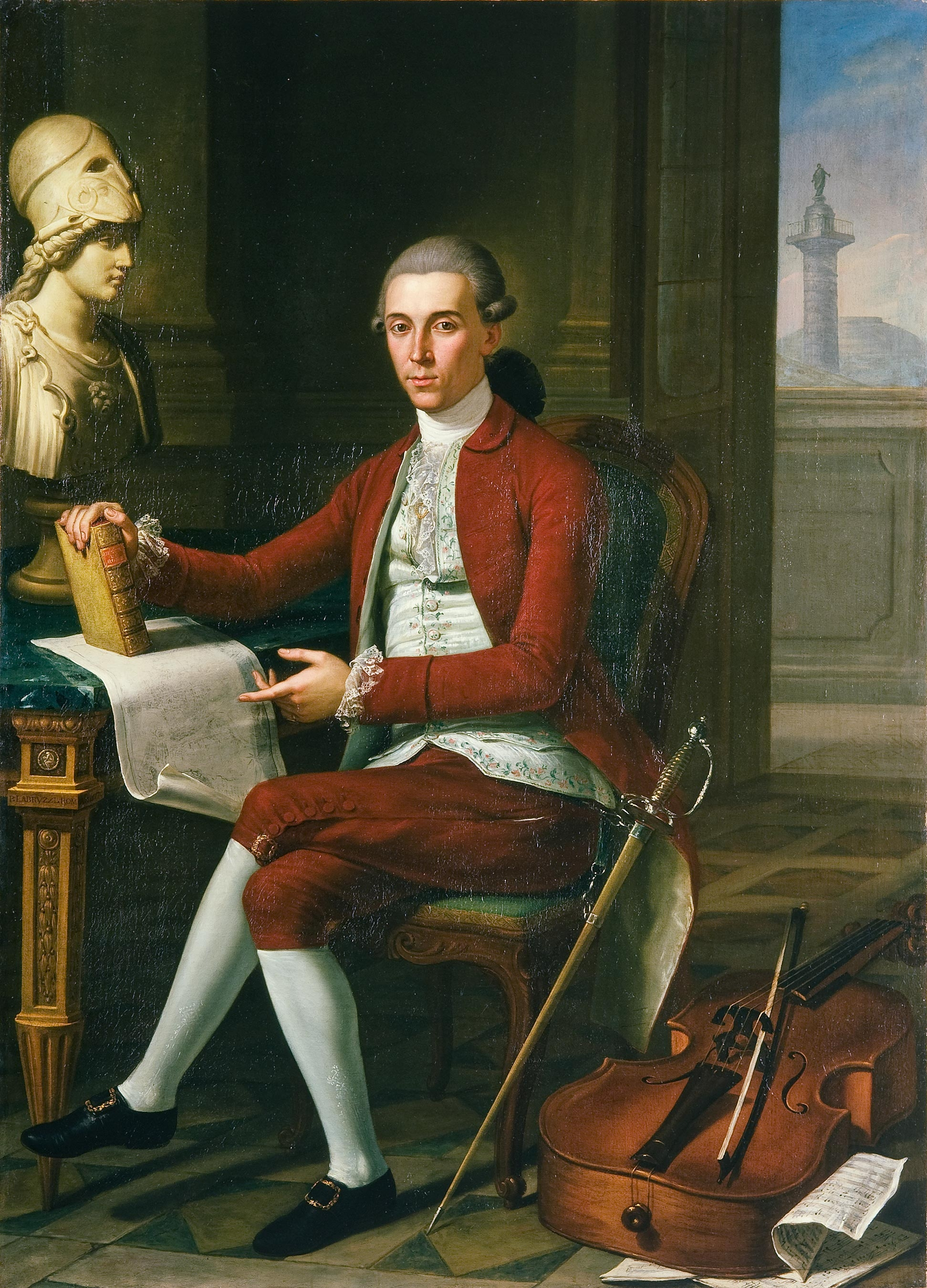
Sir James Bland Burges